# Операция «Незнакомец»

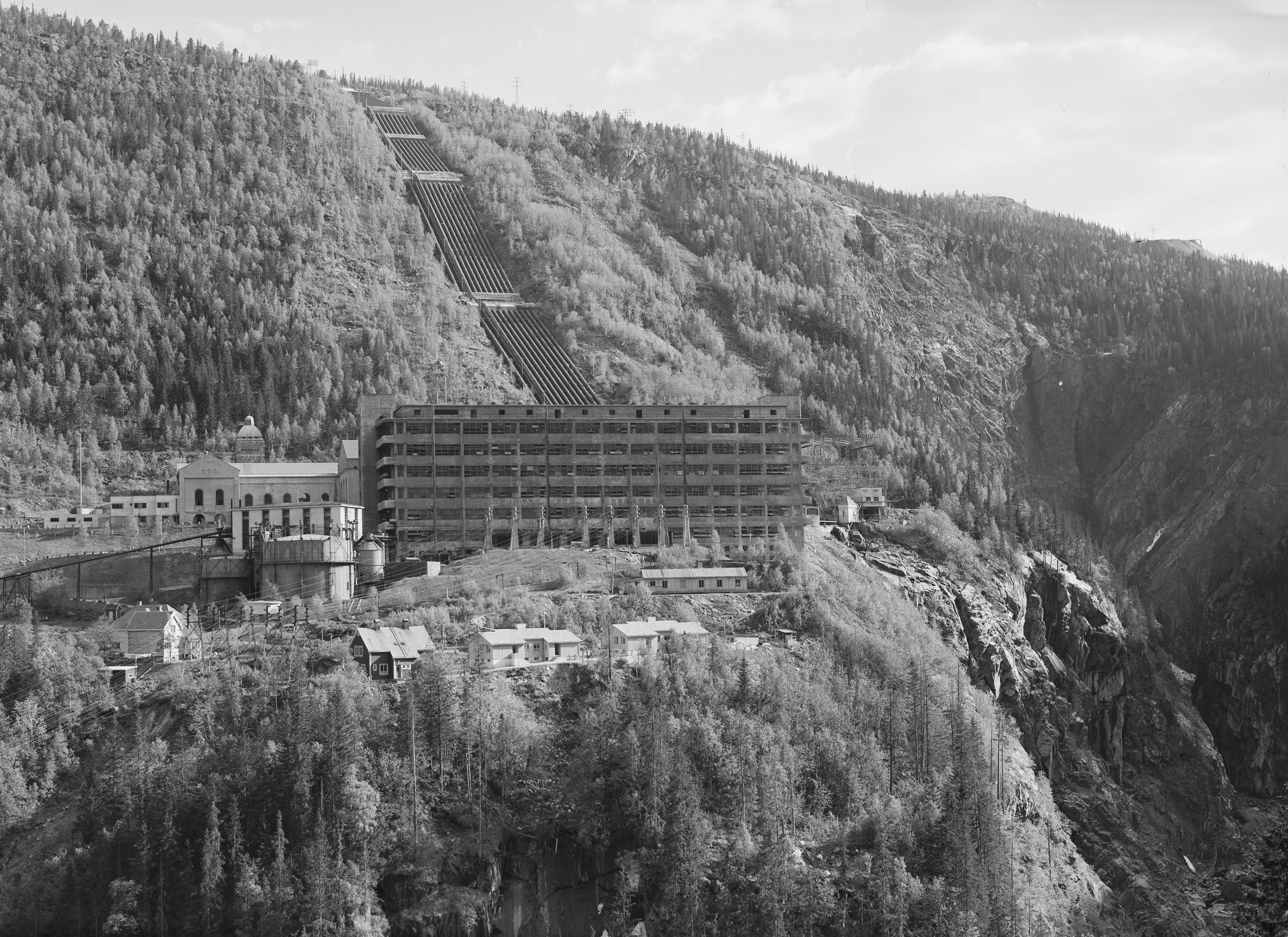

Операция «Незнакомец» (англ. Operation Freshman) была разработана британскими спецслужбами в период Второй мировой войны в 1942 году для уничтожения в Норвегии на заводе Веморк запаса тяжёлой воды.

## Начало операции
В 1941 году британская разведка получила предупреждение о возрастающих поставках тяжёлой воды в Германию. Самая ценная информация поступала из Скандинавии. Кроме того, важные сведения англичане получили из Берлина. В 1942 году британская разведка установила прямой контакт с городом Рьюкан на юге Норвегии. Британцам удалось завербовать Эйнара Скиннарланна. Он быстро прошёл курс обучения и получил инструктаж майора Лейфа Тронстада, норвежского физика. Утром 29 марта Скиннарланн был сброшен на парашюте на территорию Норвегии. Скиннарланну удалось вступить в контакт с некоторыми инженерами завода по производству тяжёлой воды. Поступавшая в Лондон разведывательная информация давала полную картину деятельности немцев, так что в июле 1942 года военный кабинет потребовал от комитета начальников штабов проведения срочной наземной операции в Веморке с целью уничтожения завода тяжёлой воды. Майор Тронстад выступил против воздушного налёта на завод, потому что случайное попадание бомбы в ёмкости с жидким аммиаком явилось бы большой угрозой для населения. Было решено атаковать завод диверсионной группой. Первоначальный план операции «Незнакомец» был разработан наскоро и имел очень много недоработок. 18 октября в 23:30 передовая группа в составе четырёх агентов-норвежцев была сброшена на территорию Норвегии. К середине ноября подготовка к операции и подготовка второй группы завершилась.

## Провал операции
В состав второй группы входили 34 хорошо подготовленных сапёра-добровольца под командованием лейтенанта Матвена. 19 ноября они улетели на двух планёрах «Хорса», которые должны были быть доставлены на место бомбардировщиками «Галифакс». Примерно через час после взлёта пропала связь между самолётами и планёрами. Один бомбардировщик полетел в Норвегию на высоте примерно тысяча метров. Наконец, когда горючее стало подходить к концу, командир «Галифакса» принял решение вместе с планёром поворачивать обратно в Англию. Когда самолёт снова вышел на побережье, буксировочный канат оторвался. Планер упал в море. Вторая связка бомбардировщика с планёром летела над Северным морем на низкой высоте, ниже облаков. Экипаж надеялся набрать высоту над Норвегией, где, согласно прогнозу, должно было быть ясное небо. Пара вышла на побережье Южной Норвегии в районе Эгерсунна и, пролетев над побережьем 10—15 км, врезалась в скалу. В живых осталось только 14 человек. Они были захвачены немцами и доставлены в немецкие казармы. Через три дня все они были расстреляны.